# Incendie du musée national du Brésil
Le 2 septembre 2018, vers 19 h 30 heure locale, un incendie s’est déclaré dans le palais de Saint-Christophe, lequel héberge le Musée national du Brésil, à Rio de Janeiro. La perte sur le plan du patrimoine historique et culturel est considérable — « incalculable » selon les termes du président brésilien Michel Temer —, les collections du musée comptant en effet quelque vingt millions d’objets. Aucune victime n’est à signaler,. La police fédérale annoncera le 4 avril 2019 que l'incendie a été provoqué par un dysfonctionnement de la climatisation dans l'auditorium, et qu'il s'est propagé rapidement en raison d'un manque d'équipements de lutte contre les incendies.

## Antécédents et contexte

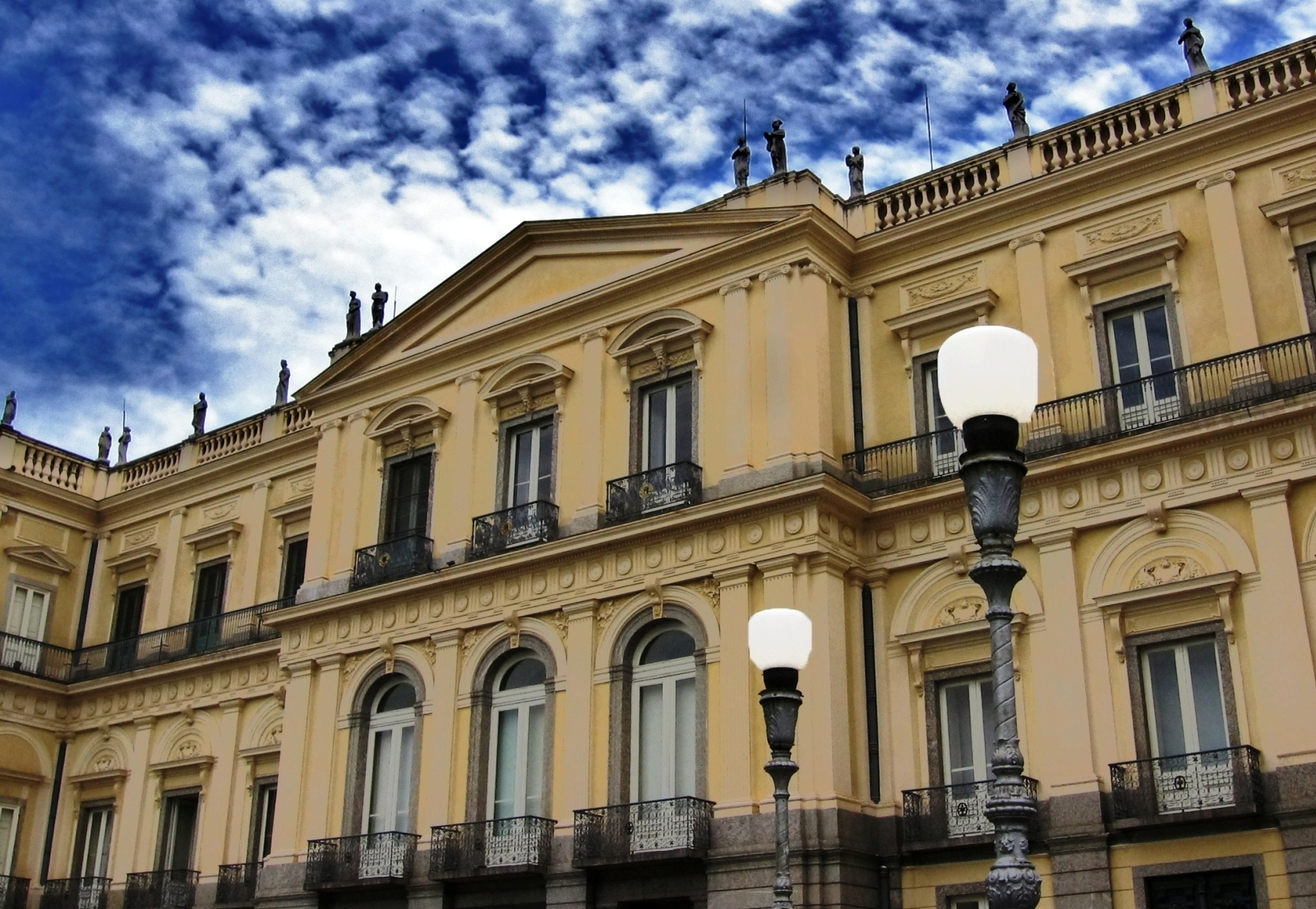
Le bâtiment du Musée national avant l’incendie, en 2004.

Le Musée national présentait des déficiences au regard de la sécurité incendie. Lors d’une inspection menée le 15 septembre 2014, le ministère de la Transparence et la direction générale de contrôle de l’Union (Controladoria-Geral da União, CGU) ont pu constater que l’institution ne disposait pas d’un rapport d’expertise actualisé établi par le comité d’inspection du corps de sapeurs-pompiers. Dans ses conclusions, la CGU indiqua qu’une visite d’inspection des sapeurs-pompiers et la réalisation de ladite expertise seraient une mesure importante propre à garantir la sécurité des installations. Le mois suivant la visite d’inspection, le musée informa la CGU qu’un contrat avait été signé entre l’Ibram (Institut brésilien des musées) et le corps de sapeurs-pompiers de Rio de Janeiro en vue de l’organisation d’une visite technique. En 2004, un avertissement fut émis par le gouvernement de l’État de Rio de Janeiro signalant que le Musée national était exposé au risque d’incendie, en raison de la mauvaise qualité des installations électriques de l’édifice. 
Au cours de cinq années précédentes, les subventions accordées au musée par le gouvernement fédéral avaient quasiment été réduites de moitié, de 1,3 million de réaux en 2013 à 643 000 en 2017. Les données ont été collectées par la commission du budget de la Chambre des députés, à partir de la base de données Siafi (Système intégré de l’administration financière) du gouvernement fédéral, et publiées par le journal Folha de S.Paulo (après les avoir corrigées de l’inflation sur la période concernée). À cause de ces coupes financières, le musée présentait des signes de mauvais entretien, notamment des murs délabrés et des fils électriques dénudés. En 2018, jusqu’au mois de juillet, 71 000 réaux seulement avaient été versés au musée, qui avait célébré son deuxième centenaire en juin 2018, en pleine situation d’abandon. Le vice-directeur de l’institution, Luiz Fernando Dias Duarte, a épinglé l’incurie dont le musée aurait souffert sous les gouvernements successifs. 
L’université fédérale de Rio de Janeiro (UFRJ), qui administre l’institution, avait en 2013 réduit ses dépenses pour le fonctionnement du musée, dépenses qui s’élevaient alors à 709 000 réaux, pour atteindre 166 000 réaux seulement en 2017, selon le rapport de la Chambre. Le pro-recteur de la prévision et des finances de l’UFRJ, Roberto Gambine, a déclaré que l’université n’avait pas de ressources suffisantes pour assurer l’entretien de ses quinze sites à Rio de Janeiro et dit craindre que le destin des autres bâtiments ne soit un jour le même que celui du Musée national. Le recteur de l’UFRJ, Roberto Leher, a affirmé qu’un contrat avait déjà été signé avec la Banque brésilienne de développement économique et social (BNDES) prévoyant l’octroi de moyens financiers pour une rénovation, laquelle incluait un système de prévention d’incendie, mais que l’on n’a pas eu le temps de débloquer la somme imputée. Le recteur a fait remarquer aussi que l’UFRJ n’avait pas les moyens financiers de maintenir 24 heures sur 24 une brigade anti-incendie dans le musée.
Ainsi, au moment du sinistre, le musée ne bénéficiait pas du système anti-incendie qui était pourtant prévu : il ne disposait pas de portes coupe-feu ni d'extincteurs, tandis que les détecteurs de fumée étaient inopérants. Par ailleurs, les fils électriques étaient dénudés et les plafonds fuyaient.

## Déroulement du sinistre

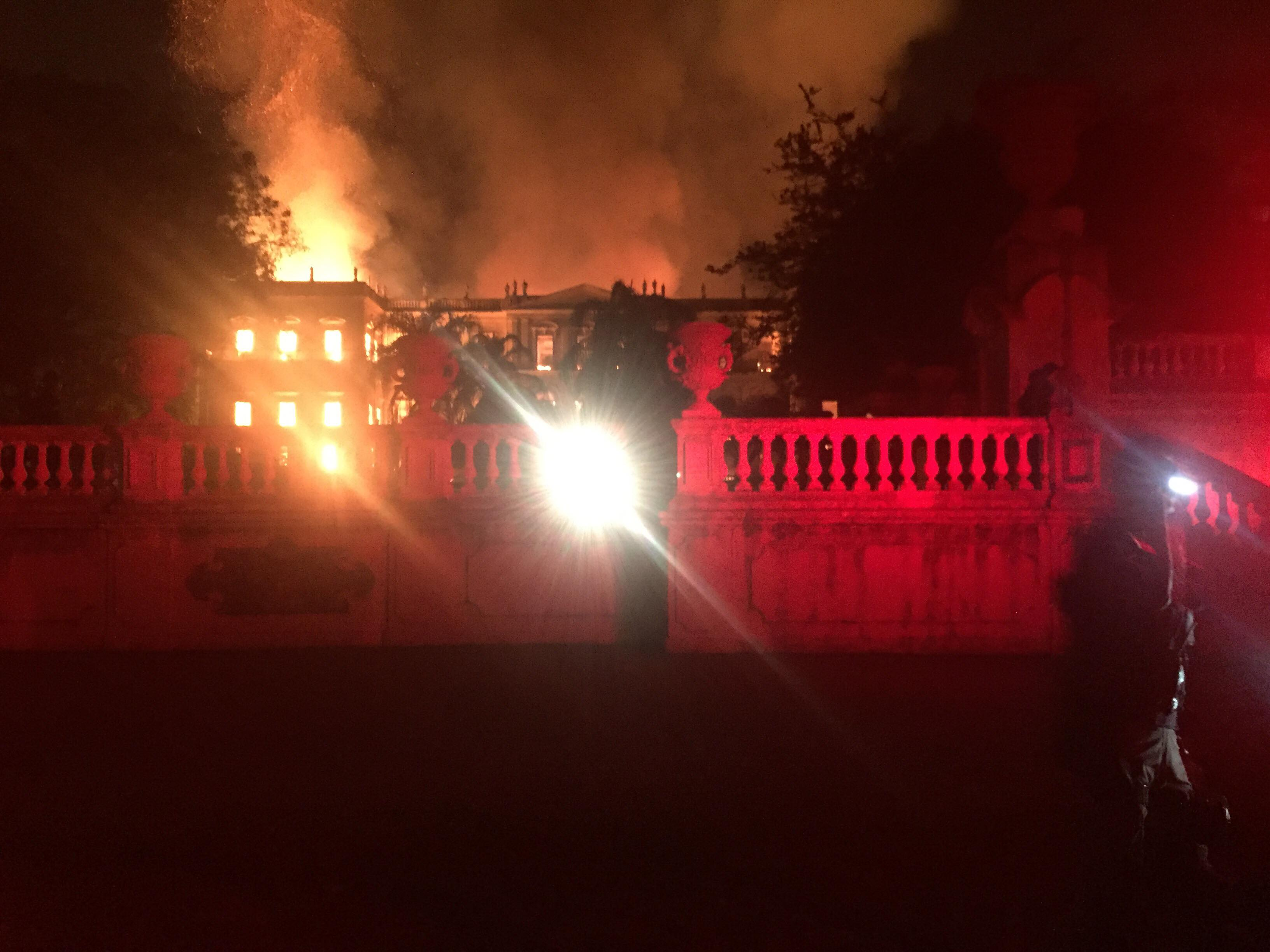
Vue rapprochée, montrant de grandes projections de flammes à gauche.

Le 2 septembre 2018, passée l’heure de fermeture du musée pour les visiteurs, un incendie de grande ampleur se déclare et s’étend bientôt aux trois niveaux du palais de Boa Vista dans lequel est hébergé le musée national à Rio de Janeiro. Les sapeurs-pompiers sont mobilisés à 19 heures 30 et arrivent rapidement sur les lieux.
À 21 heures, le feu ne peut plus être maîtrisé, projetant de grandes flammes et provoquant de temps à autre des affaissements de matériaux consumés. Les pompiers de quatre casernes sont mis à contribution dans la lutte contre le sinistre. Des dizaines de personnes se rendent au domaine de Boa Vista pour voir l’incendie. Quinze minutes après, une équipe spécialisée pénètre dans le bâtiment dans le but de circonscrire les zones non encore atteintes par les flammes et d’évaluer l’étendue des dégâts. Vers 21 heures 45, les pompiers de trois corps sont occupés à combattre le feu sur place. Deux échelles de pompiers sont en action et deux camions-citerne se relaient pour approvisionner les pompiers en eau.
À 22 heures, des dizaines de fonctionnaires du musée aident à combattre les flammes. Deux niveaux de l’édifice sont déjà ravagés et la toiture s'est effondrée au milieu du brasier. Selon Edson Vargas da Silva, bibliothécaire et fonctionnaire employé au musée depuis 43 ans, qui se trouvait sur les lieux, le musée « contient beaucoup de papier, le sol est fait de bois, une foule de choses qui brûlent très vite ».
Finalement, le feu a été maîtrisé après 2 heures du matin.

## Dommages et pertes

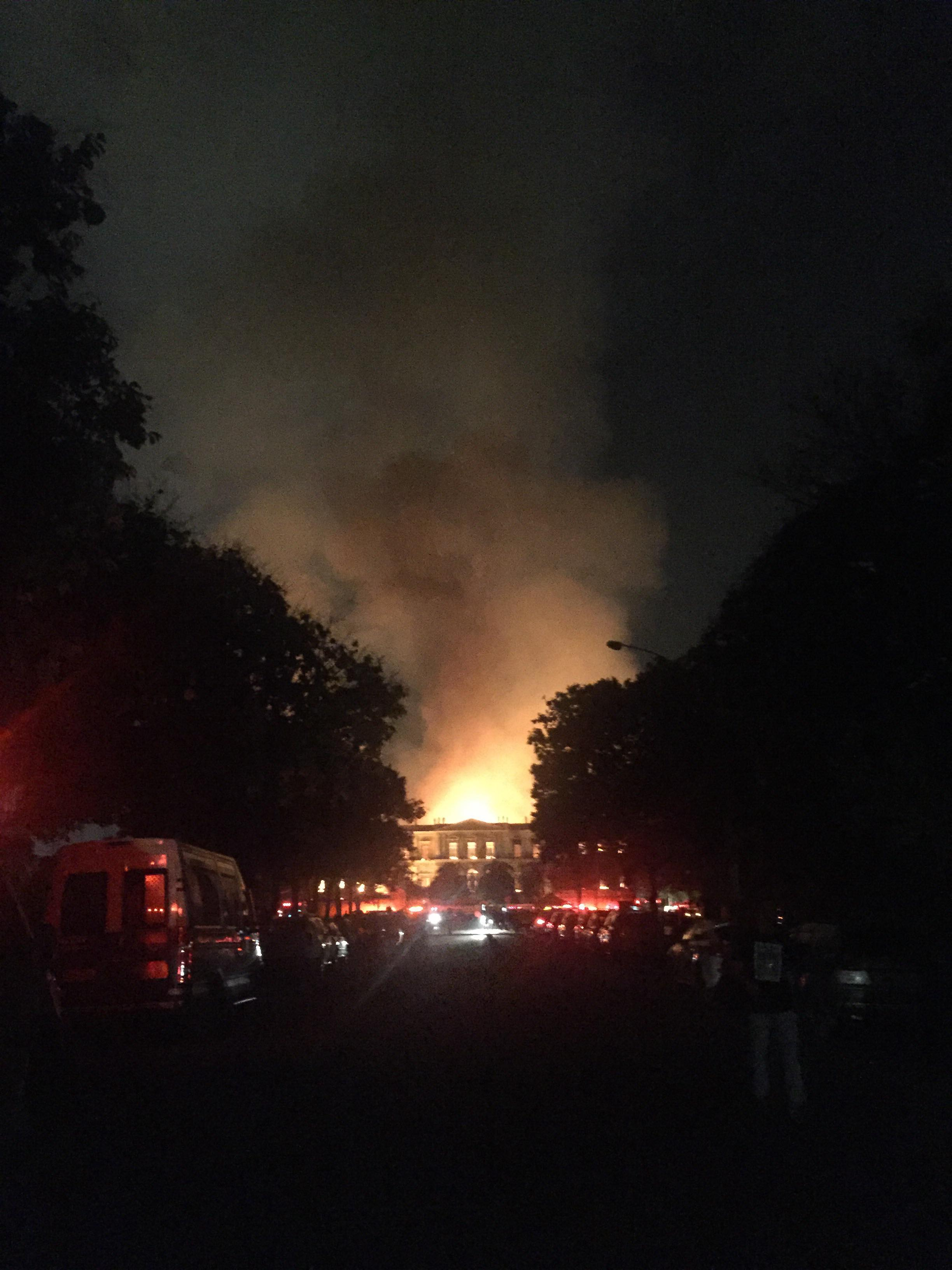
L’incendie vu de l’allée donnant accès au domaine du musée.

Les trois niveaux du bâtiment sont en grande partie détruits par le feu et la toiture s’est effondrée. D'après le vice-directeur du musée, Luiz Fernando Dias Duarte, l’ensemble de la collection de l’impératrice Thérèse-Christine, toutes les fresques de Pompéi, de même que le fonds linguistique, sont perdus. Ce dernier comprenait notamment des enregistrements depuis 1958 de chants dans des langues amérindiennes éteintes, les archives de Curt Nimuendajú, notamment ses papiers, photos et négatifs, sans oublier la carte ethno-historique-linguistique originale localisant tous les groupes ethniques au Brésil, unique registre existant daté de 1945, ainsi que les références ethnologiques et archéologiques de tous les groupes ethniques au Brésil depuis le XVIe siècle.
Parmi les objets qui sont présumés avoir été détruits par l’incendie figure le fossile le plus ancien jamais découvert au Brésil, trouvé en 1974 et baptisé fossile de Luzia. Les collections de paléontologie conservées au musée comprenaient notamment le Maxakalisaurus topai, dinosaure découvert dans le Minas Gerais, le premier de cette dimension à être reconstitué au Brésil. Le fonds d’ethnologie comportait des objets des cultures indigènes, y compris quelques objets rares provenant du peuple tikuna, et d’origine afro-brésilienne, en plus d’objets de différentes cultures du Pacifique. La météorite de Bendegó, trouvée en 1794 à Monte Santo et conservée dans cette institution depuis 1888, n'a pas subi de graves dommages, sa composition métallique la rendant assez résistante au feu. Au contraire, le trône du roi d'Abomey, Adandozan (1797-1818), que les ambassadeurs de celui-ci avaient offert au prince régent, le futur Jean VI, en 1811, est détruit,. 
Le musée possédait par ailleurs une irremplaçable collection d'objets appartenant aux civilisations précolombiennes de l’Amérique du Sud — urnes funéraires, momies andines (dont une était vieille de 3500 ans, selon les estimations), textiles et céramiques —, pour la plupart collectés à travers le continent tout au long du XIXe siècle, et dont certains proviennent de la collection personnelle de l’empereur Pierre II,. Certains objets du musée avaient été recueillis lorsque, au début du XXe siècle, le maréchal Cândido Rondon tendait des lignes télégraphiques et construisait des routes à travers le bassin amazonien ; à côté d’armes, la commission Rondon collecta aussi des instruments de musique, et en 1912, l'anthropologue Edgar Roquette-Pinto, qui accompagnait la Commission, procéda aux premiers enregistrements de musique autochtone sur des cylindres de cire. La collection comprenait également des objets de groupes indigènes encore existants, notamment des œuvres d’art plumier de l’ethnie carajá, dont ne subsistent plus que trois milliers d'individus vivant dans quelques douzaines de villages dans le centre du Brésil.  Une collection égyptienne, dont le sarcophage d’une prêtresse et chanteuse, Sha-Amun-en-su, a également disparu dans ce sinistre,,.
Le musée avait été jusqu’alors administré par l’université fédérale de Rio de Janeiro et possédait le statut d’institution académique et scientifique, reconnue comme centre de recherche en histoire naturelle et anthropologique d’Amérique latine. Tout le travail d’environ 90 chercheurs qui y poursuivaient leurs activités de recherche a été perdu. L’ensemble des archives historiques a également été la proie des flammes. Les deux expositions qui se tenaient à deux endroits dans la partie avant de l’édifice principal ont aussi été détruites. Le relevé complet de ce qui a été ravagé ne pouvait pas encore être établi début septembre.
Une partie du fonds muséal ne se trouvait pas dans l’édifice en flammes et n'a donc pas été atteinte par l’incendie. Le zoo de Rio de Janeiro, situé tout près du Musée national, n’a pas été touché.
Les quatre agents de sécurité qui travaillaient dans le bâtiment ont réussi à s’échapper, et aucune victime n'est à déplorer.

## Enquête policière
La police fédérale brésilienne (PF) a été chargée de coordonner les recherches sur les causes de l’incendie. Des experts ont procédé au scannage tridimensionnel de l’édifice à l’aide d’un scanner à laser installé sur la partie avant de celui-ci. D'autre part, des images produites par des drones et des ordinateurs ont permis de créer une sorte de maquette numérique à trois dimensions de l’édifice. D'éventuelles images provenant des caméras de surveillance à l’intérieur du bâtiment peuvent également fournir des indices quant aux causes du sinistre. Enfin, des spécialistes tenteront de déterminer quel était l’état des installations électriques dans le musée.
Les enquêteurs de la PF n’écartent pas l’hypothèse que l’incendie soit d’origine criminelle. Le lieu d’où est parti le feu a d’ores et déjà été identifié, mais l’information n’a pas été divulguée pour ne pas perturber les investigations. Selon un reportage du journal carioca O Globo, les policiers de la PF admettent, sur la foi de déclarations de fonctionnaires et d’agents de sécurité, que l’incendie a commencé au premier étage, dans les espaces d’expositions permanentes consacrés au mobilier de la monarchie, à l’archéologie brésilienne et à la linguistique. Le lieu en question se trouve au-dessus de la casa de força, pièce d’accès restreint destinée à accueillir les équipements produisant l’énergie pour l’ensemble de l’édifice.

## Réactions

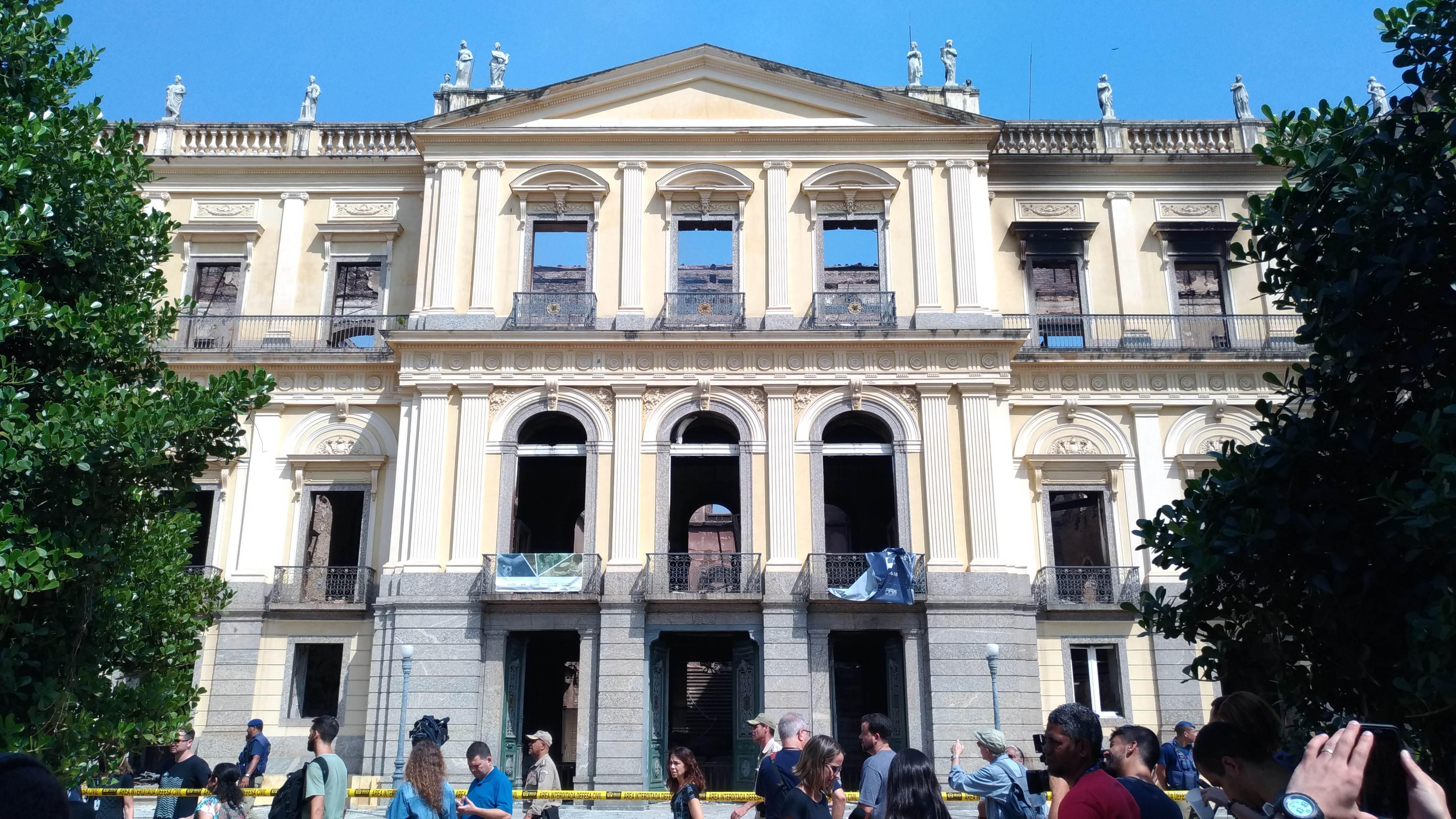
Rassemblement devant le bâtiment du musée le 3 septembre 2018.

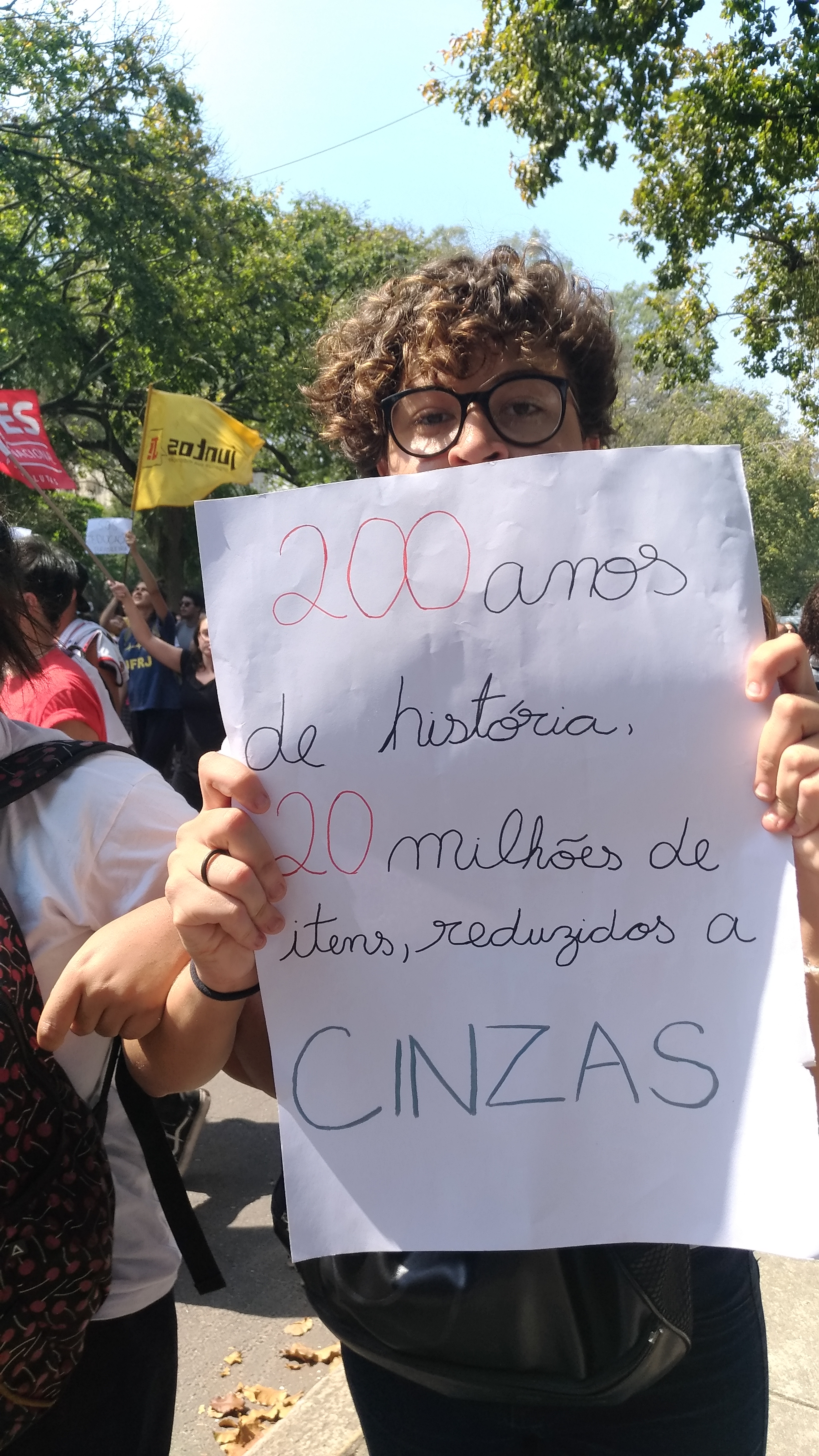
Manifestant arborant un écriteau le jour de l’incendie (« 200 ans d’histoire, vingt millions d’objets, réduits en cendres »).

### Autorités officielles du Brésil
Le président de la république du Brésil, Michel Temer, déclara que « la perte des collections du Musée national est incalculable pour le Brésil. Aujourd’hui est un jour tragique pour la muséologie de notre pays. Ce sont deux cents années de travail, de recherche et de connaissances qui ont été perdues. La valeur pour notre histoire ne se peut pas mesurer, par les dommages causés au bâtiment qui a abrité la famille royale sous l’Empire. C’est un jour triste pour tous les Brésiliens ». 
Le maire de Rio de Janeiro, Marcelo Crivella, déclara pour sa part que les fonctionnaires du musée avaient participé à des exercices d’incendie durant cinq jours, car depuis un certain temps on se faisait du souci à propos de la possibilité d’incidents. Dans un entretien avec GloboNews, il dit encore que « nous n’allons pas permettre que cela reste en décombres. Nous allons solliciter l’appui du gouvernement fédéral, du gouvernement de l’État de Rio de Janeiro, nous allons unir nos forces pour que notre palais redevienne aussi beau qu’auparavant » ; il s’agit, a-t-il poursuivi, d’un « incident tragique qui a détruit un palais marquant de notre histoire. C’est un devoir national que de le faire ressusciter de ses cendres, d’en reconstituer chaque détail, éternisé en peintures et en photos, et bien que ce ne soit pas l’original, cela ne cessera jamais d’être, pour toujours, le souvenir de la famille impériale qui nous a donné l’indépendance, l’empire, la première constitution et l’unité nationale »,,.
Le ministre de l’Éducation, Rossieli Soares, affirma dans la soirée de lundi (3 septembre) que le ministère de l’Éducation versera « immédiatement » 10 millions de réaux pour que l’université fédérale de Rio de Janeiro puisse restaurer le musée. « Nous devrons faire le versement le plus rapidement possible. Il s’agit de 10 millions de réaux, plus 5 millions qui font partie du projet exécutif qui reste à définir. Nous avons un délai à tenir et ressentons l’urgence de commencer ces travaux de restauration », a estimé Rossieli. Lui aussi a annoncé vouloir requérir l’aide internationale pour constituer un nouveau fonds d’objets pour le musée. Questionné sur les raisons pour lesquelles rien n’avait été fait jusqu’ici, alors qu’on avait déjà prévenu que le bâtiment souffrait d’un manque d’entretien, Soares déclara : « Entre 2014 et 2015, il n’existait pas de loi sur le plafond de dépenses, et c’est pendant cette période qu’ont été menées les plus fortes coupes dans l’enseignement. Or, ce qui est le plus déterminant dans la question de savoir s’il y aura ou non des coupes et des restrictions, c’est la crise financière que nous vivons. Ce qu’on déplore, c’est le fait que, dans un moment de grande abondance financière au Brésil, la décision d’injecter des ressources financières dans le musée n’a pas été prise à l’époque. Un article spécifique de la loi sur les Directives budgétaires stipule que les ressources de l’Éducation ne peuvent pas diminuer et doivent être rajustées en fonction de l’inflation ».
Le ministre de la Culture, Sérgio Sá Leitão, expliqua que le plan de reconstruction comprend quatre étapes d’ores et déjà définies : 1) consolidation des murs, sécurisation, inventaire, traitement et récupération des collections encore présentes dans le bâtiment ; 2) élaboration du projet de base et du projet exécutif pour la reconstruction du musée, et acquisition des nouveaux équipements ; 3) travaux de restauration ; et 4) reconstitution du fonds. Pour cela, le ministre a annoncé que 10 millions de reals — 2 millions d'euros — seraient débloqués.
Le procureur général de la république Raquel Dodge déclara que « cette tragédie révèle l’urgence qu'il y a à préserver la mémoire ». Selon le texte du projet, la reconstruction du palais qui accueillait le musée ne pourra en sauvegarder que les caractéristiques architecturales, « mais jamais les trésors qui en composaient le fonds ». Elle aussi a critiqué le retard pris dans la promulgation des normes de prévention d’incendie dans les sites du patrimoine historique, discutées en juin 2016. « Malheureusement, plus d’un an après ce fait, les institutions publiques fédérales compétentes n’ont pas publié la norme en question, ensemble de prescriptions a minima se rapportant à l’action des pompiers et d’autres institutions dans tout le Brésil, ce qui a rendu jusqu'ici une politique nationale impossible ».

### Personnalités politiques brésiliennes
La femme politique et militante écologiste brésilienne Marina Silva a qualifié l’incendie de « lobotomie de la mémoire brésilienne », ajoutant que le musée abritait « des objets qui contribuaient à définir l’identité nationale, et qui sont aujourd’hui réduits en cendres », et pointant que « malheureusement, étant donné l’état de pénurie financière de l’UFRJ et des autres universités publiques ces trois dernières années, ceci était une tragédie annoncée ». Plus tard, elle a eu encore cette réflexion : « pour un peuple qui ne connaît pas son histoire, il est très difficile de la transformer. Nous devons prendre l’engagement de remettre en état les musées existants, c’est une exigence. La diminution des dotations est à coup sûr à la base de cette tragédie qu’est l’incendie du Musée national ». « Je m’imagine ce que ce serait si le Muséum d’histoire naturelle de New York avait brûlé. Ce qui s’est passé hier au Brésil équivaut à une tragédie comme celle-là ; c’est même peut-être plus grave encore, parce que chacun va valoriser sa propre histoire et l’histoire de chacun, de chaque peuple, et cette histoire est, dans chaque chant, singulière, particulière. Plus jamais on ne doit voir de telles choses détruites », a conclu Marina Silva,.
L’avocat et homme politique Ciro Gomes a fait part sur son compte Twitter d’une initiative prise par les étudiants de l’Unirio de rassembler des images du musée, de façon à sauvegarder la mémoire des collections et des lieux d’exposition anéantis par le feu. « Nous allons aider à atténuer cette tragédie que la malgouvernance au Brésil a permis de survenir, au détriment de notre patrimoine historique le plus cher », a déclaré Ciro Gomes.
L’ancien gouverneur de São Paulo, Geraldo Alckmin, a déclaré dans les réseaux sociaux que l’incendie « met à mal l’identité nationale et attriste tout le pays » et assuré de sa « solidarité tous les citoyens brésiliens » devant la perte de leur patrimoine. L’ancien maire de São Paulo, Fernando Haddad, a remis en mémoire d’autres sites historiques brésiliens touchés par un même déficit de conservation, recensant « l’Institut Butantã, le Musée de la langue portugaise, l’école des Arts et Métiers (Escola de Artes e Ofícios), le musée de l’Ipiranga et, à présent, le Musée national. Lamentable, cette incurie vis-à-vis du patrimoine historique », a-t-il conclu.
Interrogé sur l’insuffisance des financements destinés à la préservation du patrimoine historique brésilien, le député Jair Bolsonaro a affirmé : « Des moyens, il y en a de reste ; ce qui fait défaut, c’est d’investir adéquatement les ressources dans ce domaine, ce qui ne sera pas fait. Je vous pose la question : entre les mains de qui s’est trouvée jusqu’ici l’administration du musée du palais de Boa Vista : du PSOL et du PcdoB, alors je leur demande ce qu’ils ont fait pendant tout ce temps, à part caser leurs propres militants dans ces institutions ».

### Autres personnalités brésiliennes
Toute la communauté scientifique brésilienne incrimine le gouvernement à la suite de cette tragédie, un chercheur affirmant que celle-ci « est en deuil. Nous avons perdu notre passé, mais aussi notre avenir ». Ému, l'anthropologue Márcio Silva estime que les dégâts résultant de l'incendie du musée peuvent être comparables à ceux qu'occasionnerait la destruction du Musée du Quai Branly à Paris et qualifie de « cadeaux inestimables » les momies égyptiennes antiques qui ont disparu dans l'incendie. Un éditorialiste de O Globo explique : « Un pays se meurt un peu quand il détruit sa propre histoire. Cette tragédie de dimanche est une sorte de suicide national, un crime contre notre passé et contre les générations futures. ».

### Autorités officielles d'autres pays
Concernant la France, le président Emmanuel Macron a exprimé sa solidarité par un tweet du 3 septembre indiquant que « la France mettra ses experts au service du peuple brésilien pour aider à la reconstruction », idée également formulée par Jean-Yves Le Drian, ministre des Affaires étrangères, alors à Abu Dhabi. Françoise Nyssen, ministre de la Culture, a rencontré l'ambassadeur du Brésil, précisant que les musées français offriraient leurs compétences dans les domaines de la muséographie, de la conservation et de la gestion,.

### Institutions culturelles
Le directeur du musée, Alexander Kellner, a déclaré à propos de l'incendie : « C'est une tragédie affligeante. À l'intérieur, il y a des pièces délicates et inflammables, une bibliothèque fabuleuse. La collection du musée ne concerne pas seulement l'histoire de Rio de Janeiro ou du Brésil, elle est fondamentale au regard de l'histoire universelle ».
La présidente de l'Institut national du patrimoine artistique et historique, Kátia Bogéa, a déclaré que c'était « une tragédie nationale et mondiale. Tout le monde peut constater que ce n'est pas une perte uniquement pour le peuple brésilien, mais aussi pour l'humanité tout entière ».
De nombreux musées du monde entier ont envoyé un message de condoléances. Au Royaume-Uni, la British Library a déclaré : « Nos cœurs vont au personnel et aux visiteurs du [Musée national] du Brésil », ajoutant que l'incendie constituait « un rappel de la fragilité et de la préciosité de notre patrimoine mondial commun » ; le musée d'histoire naturelle de Londres, le musée d'histoire naturelle de l'université d'Oxford, et la Smithsonian Institution, entre autres, ont également exprimé leur tristesse sur Internet.
La direction de l'Australian Museum s'est déclarée « choquée », « dévastée » et « désemparée ». Le conseil suprême des Antiquités égyptiennes a exprimé sa solidarité avec le musée et ses inquiétudes concernant le statut de plus de 700 artéfacts d'Égypte ancienne qui se trouvaient dans le bâtiment au moment de l'incendie ; l'institution a en outre proposé d'envoyer des experts, à la demande du gouvernement brésilien, pour aider le musée national à restaurer les pièces endommagées.

### Peuples autochtones
La nouvelle de l'incendie se répandit rapidement dans la ville de Rio de Janeiro, et dès lundi de bonne heure, des manifestants s’étaient attroupés devant les portes du parc ; selon les premières indications, il s’agirait de quelque 500 personnes, qui formaient un cordon humain autour de l'édifice encore fumant. Quelques manifestants tentèrent d’escalader les clôtures entourant les jardins du musée ; la police, armée d’équipements anti-émeutes, se rendit sur les lieux et lança du gaz lacrymogène sur la foule. Le public fut ensuite autorisé à pénétrer sur le terrain du palais de Bela Vista. Tard dans la soirée, un groupe d’environ 6 000 personnes – selon les organisateurs – se rassembla pour une nouvelle manifestation, cette fois sur la place de Cinelândia, dans le centre de Rio. Les peuples autochtones ont déploré qu' « avait brûlé le musée qui contenait leurs objets mémoriels les plus précieux », et faisant observer qu'en dépit du prétendu manque de moyens pour un musée d'histoire indigène, « la ville est parvenue récemment à trouver un énorme budget pour construire le nouveau musée de Demain ».